# Turmitta
Turmitta (hethitisch: KUR URUtúr-mi-it-ta) war eine hethitische Provinz und deren Hauptstadt. Sie lag am Fluss Maraššanda (Kızılırmak) und am großen Salzsee Tuz Gölü.

## Geographie
Zur Provinz Turmitta gehörte die Stadt Nenašša, die östlich des Salzsees Tuz Gölü und südlich des Kızılırmak lag, auch die Stadt Ullama lag südwestlich des Salzsees. Andererseits gehörte der Ort Mallidaškuriya früher zur Provinz Kiššiya (um Ankara) und kann deshalb nordwestlich des Salzsees lokalisiert werden. Somit muss die Provinz zwischen dem Fluss Kızılırmak und dem Salzsee gelegen haben. Dafür spricht auch, dass die Priester von Turmitta beim nuntarriyašḫaš-Fest dem König Salz bringen mussten. Zudem wurde in Turmitta der Flussgott Maraššanda verehrt.  Um nach Turmitta zu gelangen, wurde Ḫattuša durch das ašuša-Tor verlassen. Die Lage der Stadt Turmitta kann jedoch nicht genau bestimmt werden. Massimo Forlanini schlägt eine Gleichsetzung mit dem Siedlungshügel Büklükale vor.

## Geschichte
Die Stadt wird bereits als Durḫumit in altassyrischen Texten aus Kültepe genannt.
Unter Muršili II. zogen Kaškäer entlang des Flusses Kızılırmak nach Süden und fielen in Turmitta ein. Unter dessen Sohn Muwattalli II. drangen Kaskäer von Turmitta aus bis ins Untere Land vor. Muwattalli II. unterstellte die Provinz seinem Bruder Ḫattušili III., zusammen mit Pala, Tumanna und Ḫakmiš, dem es gelang, die Kaskäer zurückzutreiben. Gegen Ende der Großreichszeit wurden Kriegsgefangene in Dörfern der Provinz angesiedelt.

## Kulte
In Turmitta wurden nebst dem Fluss Maraššanda noch der Korngott Telipinu, die Göttin Mezulla, der Wettergott, sowie die Schicksals- und Muttergöttinnen verehrt.
Aus Turmitta stammten die beiden Magierinnen Mallidunna und Zuwi, die Ritualtexte verfassten. Ein hethitisches Verzeichnis von Tontafeln nennt zudem die „magische Anrufung der Schicksalsgöttinnen von Turmitta“.